# Couvent des Ursulines de Liège
Pour les articles homonymes, voir Couvent des Ursulines.

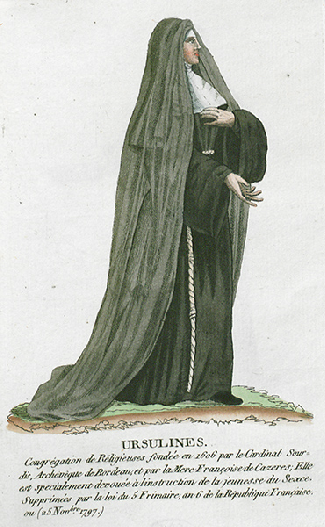
Ursulines

Le couvent des Ursulines de Liège était situé en Hors-Château, au pied des escaliers de la Montagne de Bueren. Appelées par leur fondateur, Étienne Strecheus, suffragant, en provenance de Bordeaux, pour répondre au progrès du protestantisme à Liège, les Sœurs ursulines de Liège vont instruire les jeunes filles liégeoises dans leur couvent en Hors-Château pendant près de trois siècles. Durement affectées par la Révolution française, elles ne sont plus que deux en 1813 quand elles seront enfin pensionnées. Elles meurent en 1817. Les bâtiments du couvent subiront alors les aléas des reconversions. La chapelle est démolie en 1937 après avoir servi au culte protestant. 
C'est actuellement un ensemble de bâtiments occupé par le privé et rénové depuis 1996 par Vincent de Lange.

## Situation
Sur une surface de 1,1 hectare, l'impasse des Ursulines donnant sur la rue Hors-Château au pied de la Montagne de Bueren qui a divisé, au XIXe siècle, le domaine primitif dans un ensemble plus vaste : les coteaux de la citadelle. Les jardins et vignobles s'étendant sur les coteaux jusqu'au sommet de la colline au lieu-dit Au Péri.

## Historique

### Étienne Strecheus, fondateur
C'est l'évêque suffragant de Liège, évêque de Dionysie, Étienne Strecheus, chanoine de la cathédrale de Liège et prévôt de collégiale Saint-Jean,, qui en constatant les progrès considérables du protestantisme, Liège étant aux frontières de la Réforme, croyant mieux la combattre en développant des institutions, qui établit les Ursulines à Liège en 1614. Il n'existait pas d'instruction spéciale pour les filles. L'évêque eut l'idée d'établir cet enseignement, afin de former des bonnes mères de famille. Onze des seize communautés religieuses sont alors consacrées à l'enseignement. Le suffragant avait appris les succès obtenus ailleurs par les Ursulines et notamment à Bordeaux. Il réussit donc à installer une communauté d'Ursulines séculières, c'est-à-dire sans vœux comme celles d'Italie. Il mit à leur tête la demoiselle Anne Marot. Le nonce de Cologne, Antoine Albergati, approuve leur institut en 1614. Elles s'installent en 1618 dans une maison de la paroisse Sainte-Aldegonde, près du pont du Torrent, proche de la collégiale Saint-Denis. Elles obtinrent l'approbation du prince-évêque Ferdinand de Bavière le 9 avril 1619. Strecheus, ayant appris de Gérard de la Carrière, recteur des Jésuites de Bordeaux que la congrégation de Sainte-Ursule y avait été érigée en ordre religieux sous la règle de saint Augustin par Paul V le 5 février 1618, se résolut à solliciter la même faveur pour les Ursulines de Liège et leur donna la même constitution que leurs compagnes de Bordeaux. Toutefois plusieurs gardèrent leur ancien statut tout en gardant pour certaines la possibilité de rester séculière.

## XVIIesiècle

### Installation en Hors-Château
Elles vont se fixer au Pont-de-Torrent derrière Saint-Denis. En 1619, elles vont demeurer en Souverain-Pont Au-Lombar, et fort à l'étroit dans ce bâtiment c'est en 1627, en Hors-Château, qu'elles acquièrent un bâtiment de la fin du XVIe siècle, la maison Ghyssens. Le bâtiment, est de style mosan], en brique et calcaire. Sa disposition est en U. À droite la façade, datée dans un écu de 1661.

### Contestation des Carmes
Les Carmes déchaussés, qui avaient leur couvent joindant, n'apprécièrent pas cette installation et demandèrent au chapitre de leur indiquer une autre résidence. Après examen de l'affaire, le chapitre pria le prince-évêque de ne plus permettre l'installation de nouveau couvent sans son autorisation. Les Ursulines s'installèrent mais ne commencèrent pas de travaux. Et ce n'est qu'en 1633, qu'elles parvinrent à conclure avec les Carmes une convention destinée à apaiser le différend.

### Regroupement définitif en Hors-Château
En 1634, les Ursulines firent pratiquer des bômes dans leurs jardins en terrasses. Quelques-unes restèrent dans un bâtiment rue Sur-la-Fontaine, disposant du suffragant successeur de Strecheus, du vicaire général et du Prince-évêque lui-même, ayant subordonné son acceptation à celle du chapitre. Chapitre de Saint-Lambert qui le 16 novembre 1635, leur oppose un refus et leur enjoint de regagner leur couvent. Après s'être installées dans un bâtiment de Beauregard, rue faubourg Saint-Gilles, mais après deux ans, sur le conseil du chanoine tréfoncier, leur directeur, et à la demande des autres religieuses, elles se réunissent toutes en Hors-Château.

### Agrandissement du couvent
Dès 1638, les Ursulines agrandissent leurs locaux en achetant un bâtiment contigu à l'enseigne du Fer à Cheval, et en six ans, d'autres bâtiments qui vont leur permettre d'agrandir leur petit domaine jusqu'au Péri, petit quartier qui coiffe le sommet de la colline. Le domaine approche un hectare.

### Érection de la chapelle
Après avoir bâti et agrandi leur couvent, elle entreprennent de construire une chapelle définitive. En 1660, un commissaire de la Cité, Honlet, dont la fille avait pris le voile chez les Ursulines, en finança largement la construction, et elle est bientôt consacrée par le suffragant J.A. Blavier,. Le bâtiment était situé juste au coin de la Montagne de Bueren et Hors-Château. Renier, père de Gérard de Lairesse, exécutera le retable de l'autel majeur de la chapelle représentant le Martyre de sainte Ursule. Deux autres tableaux seront peints par son fils, Gérard de Lairesse, La Conversion où il s'est représenté avec un bonnet à la turque et Le Baptême de saint Augustin viennent achever la décoration. La chapelle est cédée en 1819 au consistoire du culte protestant. Vétuste, elle est démolie en 1925, et est remplacée par le temple protestant de Liège-Marcellis, quai Marcellis.

### Plainte de la Cité
Les Grignoux, opposants du prince et des couvents, dirigeaient alors le Conseil de la Cité, et exigèrent que l'installation soit subordonnée à l'autorisation du syndic, les religieuses alliant à l'instruction intellectuelle, le travail manuel tel que couture, broderies et dentelles considéré comme trafique d'ouvrages et manufactures dépendante de plusieurs des trente-deux bons mestiers de la Cité sans en estre. Ils présentaient d'autres griefs encore – comme prétendre que les dots des aspirantes exigées étaient trop élevées – qu'ils firent transmettre par le syndic. Les religieuses répondirent qu'elles ignoraient qu'une autorisation fut requise, signalèrent l'utilité de leur institut qui est d'instruire, enseigner et dresser les filles et enfans en la vertu des bonnes lettres sans aucun salaire ou récompense.

### Règlement de la Cité
De long pourparlers de ce litige finirent devant le Conseil de la Cité, spécialement convoqué condescendant gratieusement à l'instante requeste d'un bon nombre de bourgeois, fini par établir un véritable règlement général sur le sujet qu'il allait ensuite imposer à tous les couvents féminins. Par ce règlement, la Cité octroyait une patente d'autorisation à perpétuité aux Ursulines dont le local demeurerait sous la juridiction temporelle de la Cité et également sa protection, mais la communauté avait à acquérir chascun des mestiers dont elle usait. Le conseil fixa aussi le montant des dots pour les liégeoises, laissant la possibilité à la communauté de recevoir les étrangères des sommes autant que leur bonne volonté porterait. Il précisait également qu'au décès d'une religieuse, la moitié de sa dot restait au couvent, l'autre moitié retournait aux parents ou aux héritiers. Les novices devaient être acceptées sans dot et faire face uniquement aux frais du noviciat et à l'achat des habits. Le Conseil se réservait aussi de s'assurer de la solidité financière du couvent par l'examen de ses registres.

### Nouveaux couvents: Huy, Cologne et Vienne
Dès 1538, sûres du maintien de leur établissement en Hors-Château, cinq sœurs vont se rendre à Huy pour créer un nouveau couvent et s'installer dans les ruines de l'abbaye de l'abbaye de Beaufays, elles vont ensuite installer le plus ancien pensionnat d'Allemagne à Cologne où elles sont établies le 3 novembre 1639. Une comtesse liégeoise, Mme de Lamboy, en 1650 et 1655, envoya des Ursulines de Liège à Vienne.

## XVIIIesiècle

### L'endettement du couvent
En 1776, à l'intervention du prince-évêque François-Charles de Velbrück, une nouvelle école gratuite pour fille est installée dans un nouveau bâtiment longeant le couvent. Elles s'endettent et c'est le prince-évêque César-Constantin-François de Hoensbroeck qui viendra à leur aide, les empêchant de vendre leur argenterie et les quelques tableaux de leur église. Sont notamment cités les deux tableaux de Gérard de Lairesse, La Conversion et Le Baptême de saint Augustin.
Endettées par la construction de nouveaux bâtiments, et malgré l'aide du prince-évêque, la situation est difficile : en 1736 la communauté renfermait vingt mères, cinq sœurs converses, trois domestiques et douze pensionnaires. En 1762, elles sont 18 religieuses, 2 servantes, 14 pensionnaires dont quatre sont exemptes de capitation. En 1791, elles sont 5 mères, six sœurs converses, deux servantes, mais elles hébergent huit dames, dont une avec une servante et huit jeunes pensionnaires.
Il n'y avait plus en 1792, que cinq mères, six sœurs converses, une servante et quelques pensionnaires. L'année suivante, le prince-évêque crut nécessaire de publier des lettres patentes en vue de rétablir la prospérité de ce couvent et d'informer la population quant à ses possibilités d'instruction publique et gratuite qu'il réforma, ainsi que le pensionnat. Six Ursulines du couvent de Valenciennes qui venait d'être supprimé et qui s'étaient réfugiées à Mons seront admises à s'installer dans la maison de Liège.

### La révolution française
C'est dans ces conditions que vinrent les surprendre les troupes de la République en juillet 1794. Elles continuèrent leur enseignement sans trop de problème jusqu'à la loi du 15 fructidor an IV, qui supprimait tous les ordres religieux des deux sexes et confisquait leurs biens au profit de la République sauf pour les maisons de religieuses enseignantes ou hospitalières. Un commissaire, s'était déjà présenté le 25 octobre, à qui les Ursulines vont déclarer que tous les registres, papiers et documensde la maison avait été transportés au-delà du Rhin. 
Après deux réclamations à l'administration centrale et au Directeur des domaines, elles sont établies dans leur droit de gérer leurs biens comme par le passé et transmettent une attestation signée par 102 chefs de famille les plus anciennes et les plus considérées du quartier. Elles reçoivent également l'avis favorable de la Municipalité et le 12 décembre 1796, l'Administration principale signalait au Ministre de l'intérieur son intention de surseoir toute opération contre ce couvent. À cette date, la communauté ne compte plus que cinq mères et trois sœurs converses. Une nouvelle tentative de vente de leurs biens a lien le 6 avril 1797, mais un arrêté du ministre des finances les maintient, à charge de ne plus porter un costume particulier. Mais les deux tableaux de Gérard de Lairesse avaient déjà été expédiés à Paris, dès 1795, par le peintre et administrateur Léonard Defrance.

### Église paroissiale
Après que, en 1798, est prise la résolution de démolir l'ancienne église Saint-Jean-Baptiste, l'autorité départementale accepta en mars 1798 à la demande des habitants de la paroisse de ce nom, d'utiliser la chapelle des Ursulines pour y exercer leur culte.

### Dépôt d'armes
Les nécessités de la guerre en font que dès décembre, la chapelle et les deux grandes salles du couvent sont converties en dépôt d'armes de guerre, dépôt qui fut ensuite transféré chez les Carmélites de Saint-Léonard tout proche.

### Projet de bibliothèque
En 1807, Nicolas Bassenge, devenu bibliothécaire de la ville, suggéra d'installer la bibliothèque communale dans la chapelle.

## XIXesiècle

### Fin du couvent
En février 1798, le maître des postes souhaite en acheter une partie et le commissaire de police du quartier Saint-Léonard s'en sert comme résidence. En 1808, les Ursulines ne sont plus que quatre, continuent à donner l'instruction et vivent dans un quartier du bâtiment. Elle sollicitent une pension mais n'ont pas de réponse, En 1813, par décret, Napoléon concède au département de l'Ourte ... le couvent des Ursulines afin d'y transférer la gendarmerie 
Leur requête n'avait pas abouti quand l'Empire s'effondre et les Ursulines continuent à vivre avec les maigres revenus du couvent.
À l'époque du royaume uni des Pays-Bas, il ne restait que deux religieuses qui ne donnaient plus d'instruction. Elles décèdent toutes deux en 1817, ayant enfin obtenu une pension viagère de 100 florins.

## Affectation duXIXesiècle
Va s'ensuivre un nombre important d'affectations des diverses parties du bâtiment, la ville, la province et l'État se réclamant propriétaires du bien. La ville voulant y enseigner, la province y installer la maréchaussée et le royaume uni des Pays-Bas, l'utiliser à des fins religieuse et militaires.

### Gendarmerie
La ville prend possession du couvent, le commissariat général de l'instruction publique l'ayant mis à la disposition de la commune pour y effectuer l'enseignement. Mais un arrêté royal impose à la ville d'y installer la brigade de maréchaussée, alors casernée dans le couvent des Croisiers. La gendarmerie est promptement installée dans la maison abandonnée par les Ursulines. 
L'église est cédée aux protestants — dont la plupart étaient officiers ou fonctionnaires hollandais — est meublée et entretenue par les militaires jusqu'en 1835. Elle est inaugurée le 27 février 1825. En 1985, la ville convaincue que l'église lui appartient, la réclame à l'État, la confie au directeur de l'Enregistrement et des Domaines de la remise à la ville, sous la réserve de rester propriétaire du mobilier dont l'usage est laissé au Consistoire. La province va alors réclamer le bâtiment mais sera déboutée et la commune va enfin être reconnue propriétaire de l'ancien établissement religieux. Le tribunal imposa en conséquence que puisque le bâtiment était occupé par la gendarmerie, un loyer était dû, à fixer par des experts. Les jardins et terrasses sont mises en location et la gendarmerie restera en place jusqu'en 1855, date de son transfert à Saint-Léonard.
Les locaux, vétustes sont alors affectés au dépôt des outils destinés au service public et qui appartiennent à la commune de Liège. On y installe aussi le marché aux grains. Dès 1859, on projette d'y installer les pompiers, qui s'y installent en 1870, tout en conservant le matériel d'arrosage public. En 1869, la foudre tombe sur le clocheton de l'église et détruit entièrement la toiture. Le temple devient évangélique.

### Lamontagne de Bueren
C'est en 1881 que l'on démolit l'årvô qui enjambait l'impasse des Ursulines. La propriété est alors divisée de haut en bas pour ouvrir la montagne de Bueren qui va élargir la première partie de l'impasse qui débutait en Hors-Château et qui prendra le nom de montagne de Bueren par décision de la ville.

### Rue duFer de Cheval
La petite ruelle, actuellement l'impasse des Ursulines, avait le nom de la première maison de l'impasse à l'enseigne du Fer de Cheval, qui avait été achetée trois siècles avant par les Ursulines et englobée dans la propriété du couvent. La rue portait encore son nom au XVIIIe siècle. La population de l'impasse se composait d'ouvriers drapiers, de barbiers, de savetiers, de lingères et de lessiveuses, soit près d'une trentaine de ménage. À son sommet, un béguinage : le béguinage du Saint Esprit, fondé en 1614 par le bourgmestre Philippe Le Rousseau dit du Saint-Esprit et son épouse. Il existait encore au XIXe siècle une pierre commémorative. Son surnom resta au béguinage.

### Carrière de pavés
En 1819, sous les vignes des Ursulines, derrière le bâtiment principal du couvent, alors devenu la caserne, la ville eut l'idée d'exploiter une petite carrière pour le pavage ses rues. Quelque trois mille pavés sont confectionnés, un rapport d'une commission nommée par la ville précise que le profit serait certain, mais elle n'eut pas de suite.

## Destination actuelle
Achetée en 1994, par deux jeunes antiquaires, Vincent de Lange et Jean-François Taziaux. Rénovation terminée en 1996 par l'inauguration de leur galerie. Situé au pied de la Montagne de Bueren, tout en gardant la façade d'origine, c'est un ensemble d'appartements particulièrement élégant.
La chapelle est actuellement un complexe d'appartements construit en 2011.

## Ancien patrimoine du couvent
- Gérard de Lairesse
  - La Conversion aujourd'hui au Musée de Mayence
  - Le Baptême Saint Augustin aujourd'hui au Musée de Caen[30]
- Renier de Lairesse
  - Le Martyre de Sainte Ursule

## Archives
Les archives des Ursulines sont conservées aux Archives de l'État à Liège. Elles sont très succinctes (deux registres), les Ursulines ayant probablement sauvé leurs archives en Allemagne, peut-être au Couvent des Ursulines de Cologne, comme elles l'ont déclaré lors de la visite des enquêteurs de la république peu après la Révolution française.
- Abrégé de la vie de la Bienheureuse Ange de Bresse, Chez Ouwerx, Liège, 1626, in 12.